# Sfax (guvernement)

Guvernementet Sfax' läge i Tunisien.

Sfax (arabiska صفاقس, Safāqis) är ett guvernement i östra Tunisien, med kust mot Gabèsbukten och Medelhavet. Det har 894 200 invånare (2007) på en yta av 7 545 km², vilket gör Sfax till det näst folkrikaste guvernementet i landet. Den administrativa huvudorten är staden Sfax. 

## Administrativ indelning

### Distrikt
Guvernementet är indelat i sexton distrikt:
- Agareb, Bir Ali Ben Kelifa, Djebeniana, El Amra, El Hencha, Ghraiba, Kerkennah, Mahrès, Menzel Chaker, Sakiet Eddaïer, Sakiet Ezzit, Sfax Ouest, Sfax Sud, Sfax Ville, Skhira, Tina.

Distrikten är i sin tur indelade i mindre enheter som kallas sektorer.

### Kommuner
Guvernementet har sexton kommuner:
- Agareb, Bir Ali Ben Kelifa, Chihia, Djebeniana, El Ain, El Gheraiba, El Hencha, Gremda, Kerkennah, Mahrès, Menzel Chaker, Sakiet Eddaïer, Sakiet Ezzit, Sfax, Skhira, Tina